# Meisterschaft von Zürich 1971
Il Meisterschaft von Zürich 1971, cinquantottesima edizione della corsa, si svolse il 2 maggio 1971 su un percorso di 254 km. Venne vinto dal belga Herman Van Springel, che terminò in 6h34'18".

## Ordine d'arrivo (Top 10)
| Pos. | Corridore             | Squadra       | Tempo    |
| ---- | --------------------- | ------------- | -------- |
| 1    | Herman Van Springel   | Molteni       | 6h34'18" |
| 2    | Romano Tumellero      | Molteni       | a 5'03"  |
| 3    | Roland Berland        | Bic           | a 5'05"  |
| 4    | Roger Swerts          | Molteni       | a 5'47"  |
| 5    | Erich Spahn           | Möbel Märki   | s.t.     |
| 6    | Marc Lievens          | Flandria-Mars | a 9'15"  |
| 7    | Mariano Martínez      | Hoover        | a 9'31"  |
| 8    | Marinus Wagtmans      | Molteni       | a 9'58"  |
| 9    | Jean-Pierre Berckmans | Hertekamp     | s.t.     |
| 10   | Jürg Schneider        | Möbel Märki   | s.t.     |